# Неестественный (Секретные материалы)
«Неестественный» (англ. «The Unnatural (The X-Files)») — 19-й эпизод 6-го сезона сериала
«Секретные материалы». Премьера состоялась 25 апреля 1999 года на телеканале FOX.
Эпизод принадлежит к типу «монстр недели» и никак не связан с основной
«мифологией сериала», заданной в первой серии.
Режиссёр — Дэвид Духовны, автор сценария — Дэвид Духовны, приглашённые звёзды — Дэниэл Духовны, Фредрик Лене, Майкл Эммет Уолш, Джесси Л. Мартин, Уолтер Фелан, Брайан Томпсон, Пол Вилсон.
В США серия получила рейтинг домохозяйств Нильсена, равный 10,1, который означает, что в день выхода серию посмотрели 16,88 миллиона человек.
Главные герои серии — Фокс Малдер (Дэвид Духовны) и Дана Скалли (Джиллиан Андерсон), агенты ФБР, расследующие сложно поддающиеся научному объяснению преступления, называемые Секретными материалами.

## Сюжет
В данном эпизоде Артур Дейлс (Майкл Эммет Уолш), брат ранее встречающегося агента ФБР в отставке с тем же именем, рассказывает Малдеру историю чёрного бейсболиста, который играл за Roswell Grays в Розуэлле, Нью-Мексико в 1947 году под псевдонимом «Джош Эксли» (Джесси Л. Мартин). Эксли оказывается на самом деле пришельцем, влюблённым в бейсбол. Эксли позже выслеживает инопланетный охотник (Брайан Томпсон) и казнит его за измену своему народу.